# Mrežnice
Mrežnice (znanstveno ime Clathrus) so rod gliv iz družine mavrahovčark (Phallaceae).

## Seznam mrežnic Slovenije[3]
- lovkasta mrežnica (Clathrus archeri)
- navadna mrežnica (Clathrus ruber)